# Ruginești
Ruginești je rumunská obec v župě Vrancea. Žije zde přibližně 4 100 obyvatel. Obec se skládá ze čtyř částí.

## Části obce
- Ruginești – 1 926 obyvatel
- Anghelești – 1 191 obyvatel
- Copăcești – 677 obyvatel
- Văleni – 335 obyvatel